# Thalmassing
Thalmassing ist eine Gemeinde im Oberpfälzer Landkreis Regensburg in Bayern. 

## Geografie

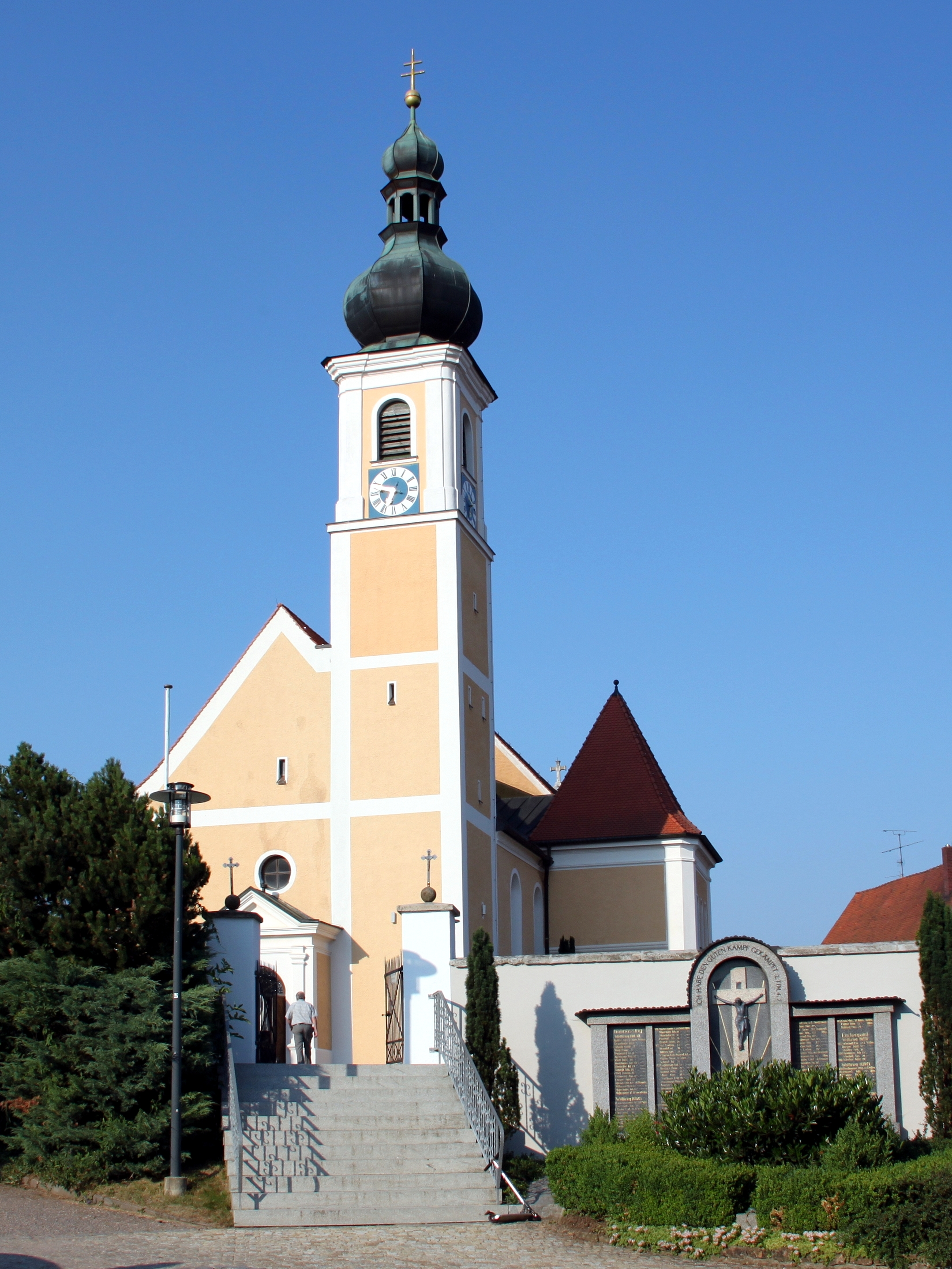
Kirche St. Nikolaus

### Geografische Lage
Thalmassing liegt im südlichen Landkreis Regensburg.
Der Ort wird vom Bach Pfatter durchflossen.

### Gemeindegliederung
Es gibt 17 Gemeindeteile (in Klammern sind Siedlungstyp und Einwohnerzahl, Stand 8. April 2025, angegeben):
- Alt-Prüll (Einöde)
- Höselberg (Einöde)
- Irlbach (Einöde)
- Klausen (Weiler, 21)
- Luckenpaint (Kirchdorf, 194)
- Mooshof (Einöde)
- Neueglofsheim (Kirchdorf, 22)
- Neuhaus (Einöde)
- Obermassing (Einöde)
- Obersanding (Kirchdorf, 310)
- Sankt Bäumel (Einöde)
- Stadlhof (Einöde)
- Thalmassing (Pfarrdorf, 2389)
- Untermassing (Einöde)
- Untersanding (Kirchdorf, 191)
- Weillohe (Kirchdorf, 161)
- Wolkering (Pfarrdorf, 377)

### Nachbargemeinden
Nachbargemeinden sind, beginnend von Norden im Uhrzeigersinn: Obertraubling, Köfering, Alteglofsheim, Hagelstadt und Schierling im Landkreis Regensburg und Langquaid und Bad Abbach im niederbayerischen Landkreis Kelheim.

## Geschichte

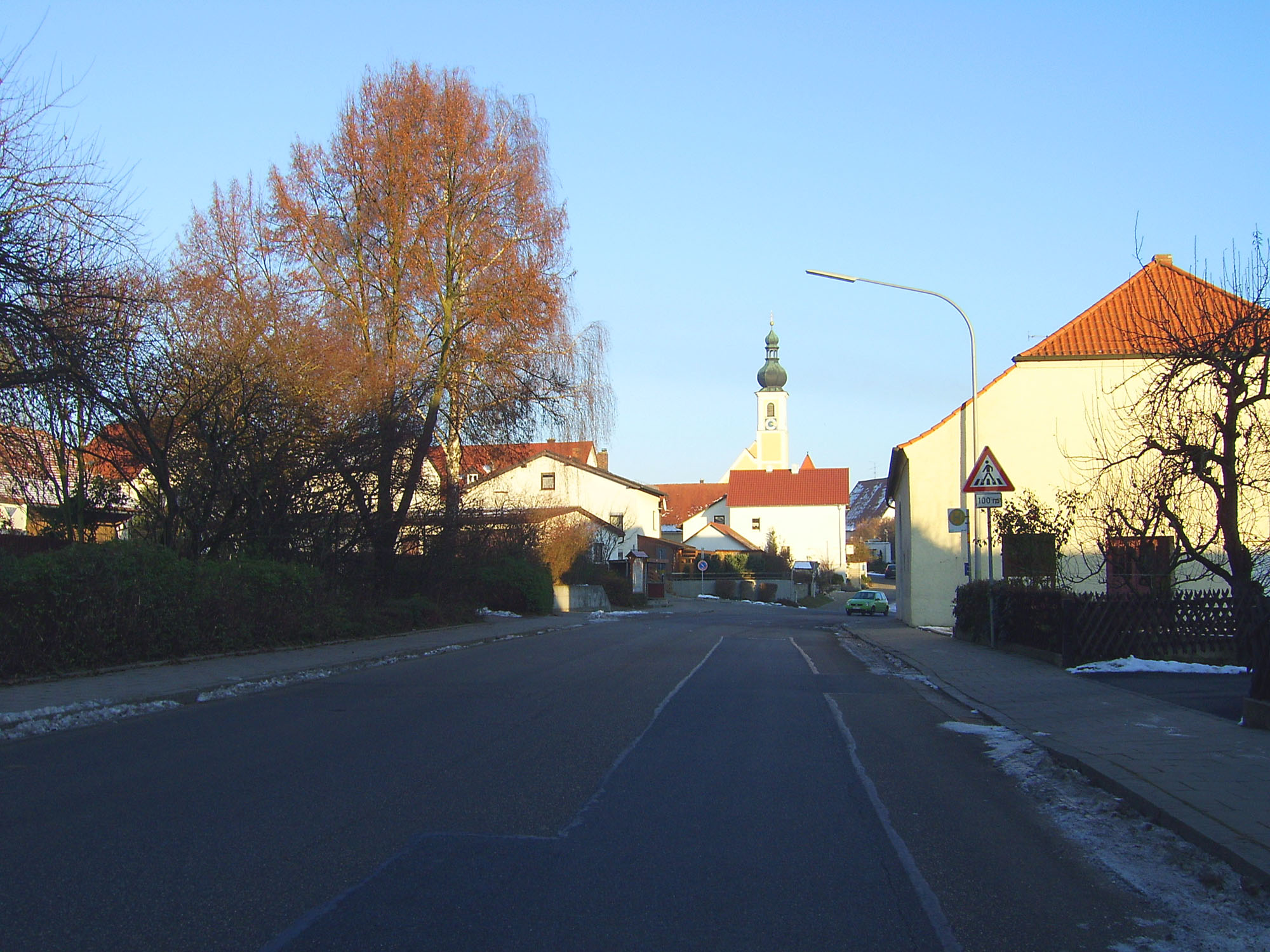
Thalmassing, Hauptstraße

Die Geschichte der Gemeinde reicht in ihren Anfängen zurück bis in die Zeit der Vor- und Frühgeschichte, wo nachweislich im Gebiet des jetzigen Baugebietes "Scherfeld" eine Siedlung bestanden hat. Die erste urkundliche Erwähnung findet sich in der 2. Hälfte des 8. Jahrhunderts. Der Ort trägt zu dieser Zeit den Namen Talamazzinga (Siedlung des Talamazzo). Er ist besitzrechtlich zunächst mit der Freisinger Domkirche und später mit dem Kloster Prüll eng verbunden. Der Hahn im Wappen der Gemeinde weist heute noch darauf hin. Über fünfhundert Jahre gehörte der Ort zum alten Landgerichtsbezirk Haidau.

Im Jahr 1995 feierte Thalmassing sein 1200-jähriges Bestehen.

### Eingemeindungen
Am 1. Januar 1972 schlossen sich die Gemeinden Thalmassing, Luckenpaint, Sanding (bis 1875 Obersanding), Weillohe und Wolkering freiwillig zu einer Gemeinde zusammen. Nach einer kurzen Mitgliedschaft in der Verwaltungsgemeinschaft Alteglofsheim erlangte Thalmassing am 1. Januar 1980 die volle kommunale Selbständigkeit zurück.

### Einwohnerentwicklung
Zwischen 1988 und 2018 wuchs die Gemeinde von 2310 auf 3528 um 1218 Einwohner bzw. um 52,7 %.
| Jahr      | 1950 | 1960 | 1970 | 1980 | 1990 | 1995 | 2000 | 2005 | 2010 | 2015 |
| Einwohner | 2158 | 1844 | 1887 | 2061 | 2403 | 2864 | 3176 | 3299 | 3287 | 3360 |

Stand: jeweils 31. Dezember, außer 1950: 13. September

## Politik
- FW: 6
- CSU: 5
- FWS: 3
- AB: 1
- Grüne: 1

### Gemeinderat

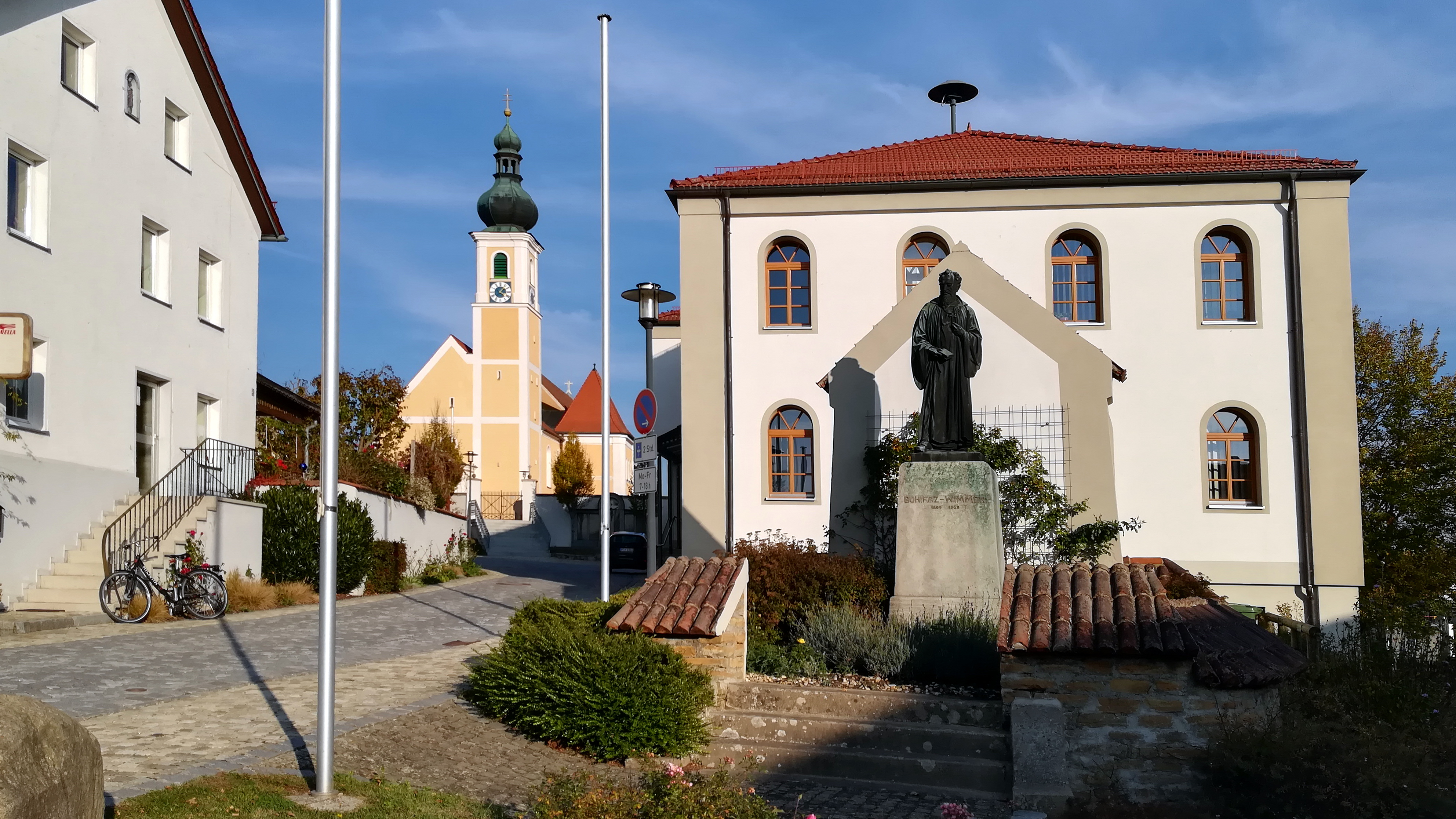
Rathaus und Pfarrkirche
St. Nikolaus

Der Gemeinderat hat 16 Mitglieder. Bei der Kommunalwahl vom 15. März 2020 haben von den 2871 stimmberechtigten Einwohnern in der Gemeinde Thalmassing, 2064 vom Wahlrecht Gebrauch gemacht, womit die Wahlbeteiligung bei 71,89 Prozent lag.

### Bürgermeister
- 2014–2020: Helmut Haase (FWS)
- 2020–0000: Raffael Parzefall (FW)[5]

Bei der Kommunalwahl vom 15. März 2020 wurde Raffael Parzefall (FW) in der Stichwahl gegen Helmut Haase (FWS) zum Ersten Bürgermeister gewählt.

### Wappen
| Wappen der Gemeinde Thalmassing | Blasonierung: „In Rot ein durchgehender silberner Sparren, darunter ein silberner Hahn.“                                                            |
| Wappen der Gemeinde Thalmassing | Wappenbegründung: Der silberne Hahn, welcher als Attribut des heiligen Veit gilt, erinnert an das Kloster Prüll. Das Wappen wird seit 1976 geführt. |

## Kultur und Sehenswürdigkeiten

### Bauwerke

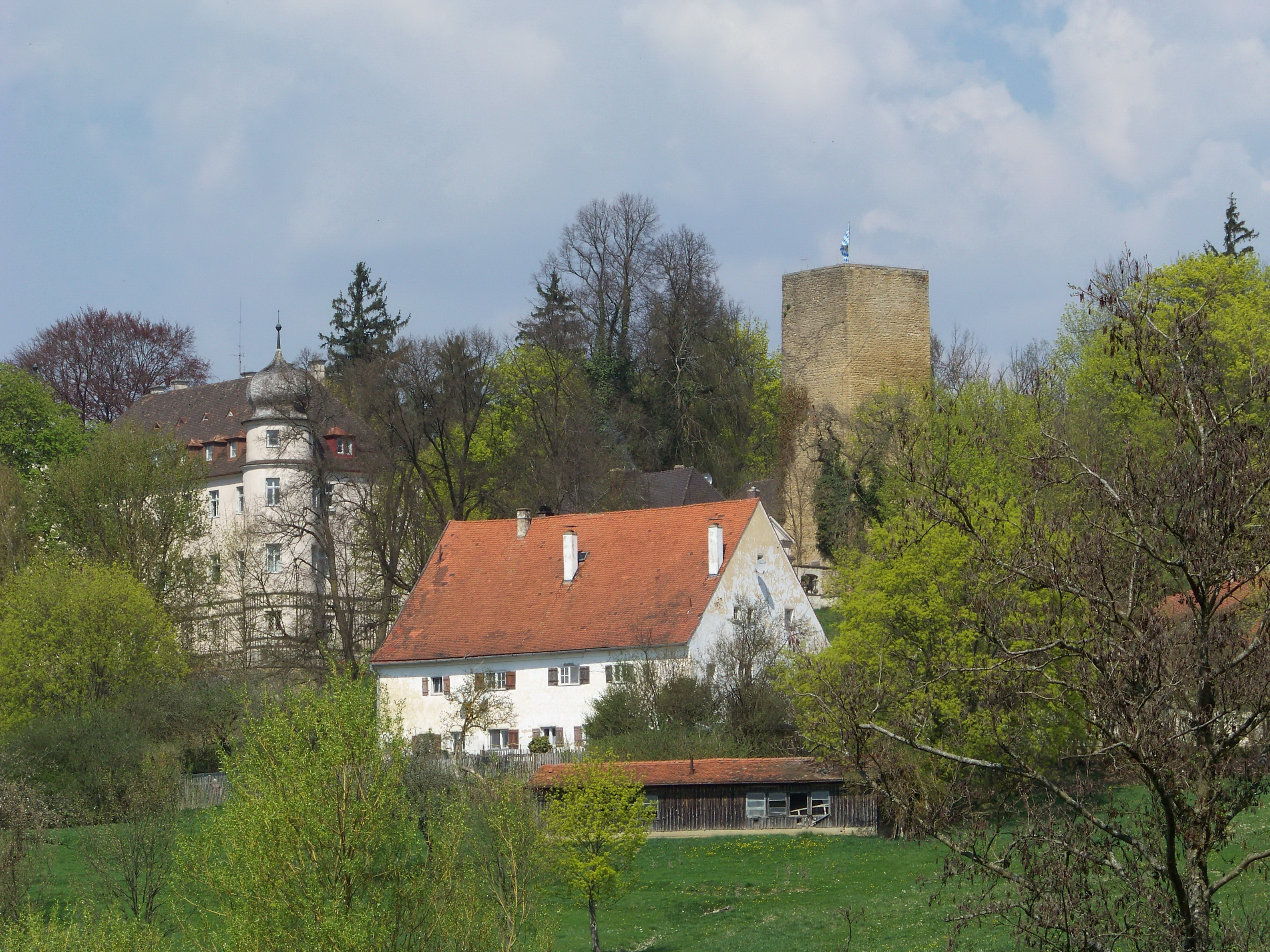
Schloss Haus

- Schloss Haus (Neueglofsheim) (auch Schloss Neueglofsheim): Die von den Eglofsheimern erbaute ehemalige Höhenburg mit angrenzendem Schloss Neueglofsheim wurde 1314 erstmals erwähnt. Spätere Besitzer waren Albrecht Nothaft (1366), Wilhelm von Frauenberg (1388), ab 1400 die Nußberger, Bayernherzog Wilhelm (1431), Sigmund Walterhofer (1478), danach die Herren von Wallbrunn und ab 1630 bis zu seiner Auflösung war es im Besitz des Klosters Prüll. Danach war es Eigentum des Staates, der es wiederum an die Fürsten von Thurn und Taxis verkaufte. Der Wohnbau besteht aus zwei zweigeschossigen Flügeln mit Nebengebäuden. Das Schloss von 1680 wurde 1928 im Südflügel aufgestockt. Von der mittelalterlichen Bausubstanz ist nur der noch 22,5 Meter hohe Bergfried und der Graben erhalten. Im Westflügel gibt es eine Schlosskapelle. Die Schloss-Anlage wurde 2008 durch Thurn und Taxis verkauft und 2008/2009 vollständig renoviert und modernisiert.
- Kirche St. Nikolaus in Thalmassing (von 1901): An der Stelle fand man Reste einer römischen Portikusvilla, auf der später mehrere Kirchenbauten folgten.
- Burgstall Luckenpaint

### Weitere Kirchen der Gemeinde
- Wolkering: Mariä Himmelfahrt
- Weillohe: Kirche St. Vitus
- St. Bäuml: Wallfahrtskirche
- Obersanding: Kirche St. Petrus

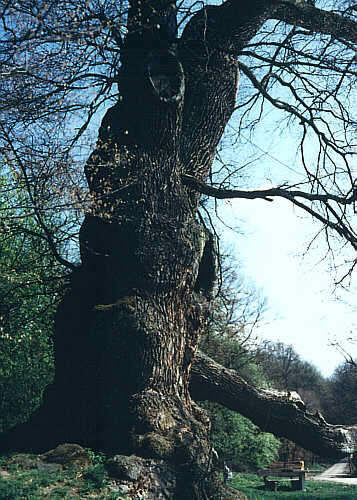
Sankt-Wolfgangs-Eiche

- Untersanding: Kirche St. Pankratius
- Luckenpaint: St. Laurenzius (ehem. Schlosskapelle)

### Natur
- Sankt-Wolfgangs-Eiche: Das genaue Alter des als tausendjährige Eiche bezeichneten Naturdenkmales ist nicht sicher bekannt, wird aber auf ca. 1200 Jahre geschätzt. Der Legende nach soll schon der heilige Wolfgang von Regensburg hier gepredigt haben. Der markante, knorrige, fast vollständig hohle Baum mit einem Umfang von über 8 Meter steht bei Neueglofsheim. Es ist eines der bekanntesten Naturdenkmäler im Landkreis Regensburg.
- Feuchtbiotop Thalmassing: Der auf dem alten Freibad erbaute Wasser-Erlebnispark ist Preisträger der muna 2003 in der Kategorie: Idee/Innovation.
- Die Waldwanderwege der Gemeinden Thalmassing, Alteglofsheim und Hagelstadt

## Wirtschaft und Infrastruktur
Thalmassing ist Standort von Dienstleistungs-, Handwerks- und Handelsbetrieben.

### Öffentliche Einrichtungen
- Wertstoffhof
- 2 Kindergärten
- Gemeindebücherei

### Bildung
- Volksschule

### Medien
Im Gemeindegebiet können neben den überregionalen Programmen auch die Radiosender Radio Charivari, Radio Gong FM und der regionale Fernsehsender TVA empfangen werden.

### Verkehr
- A 93 (ca. 5 km entfernt)
- B 15 (ca. 5 km entfernt)
- ÖPNV: RVV Linie 20

## Persönlichkeiten

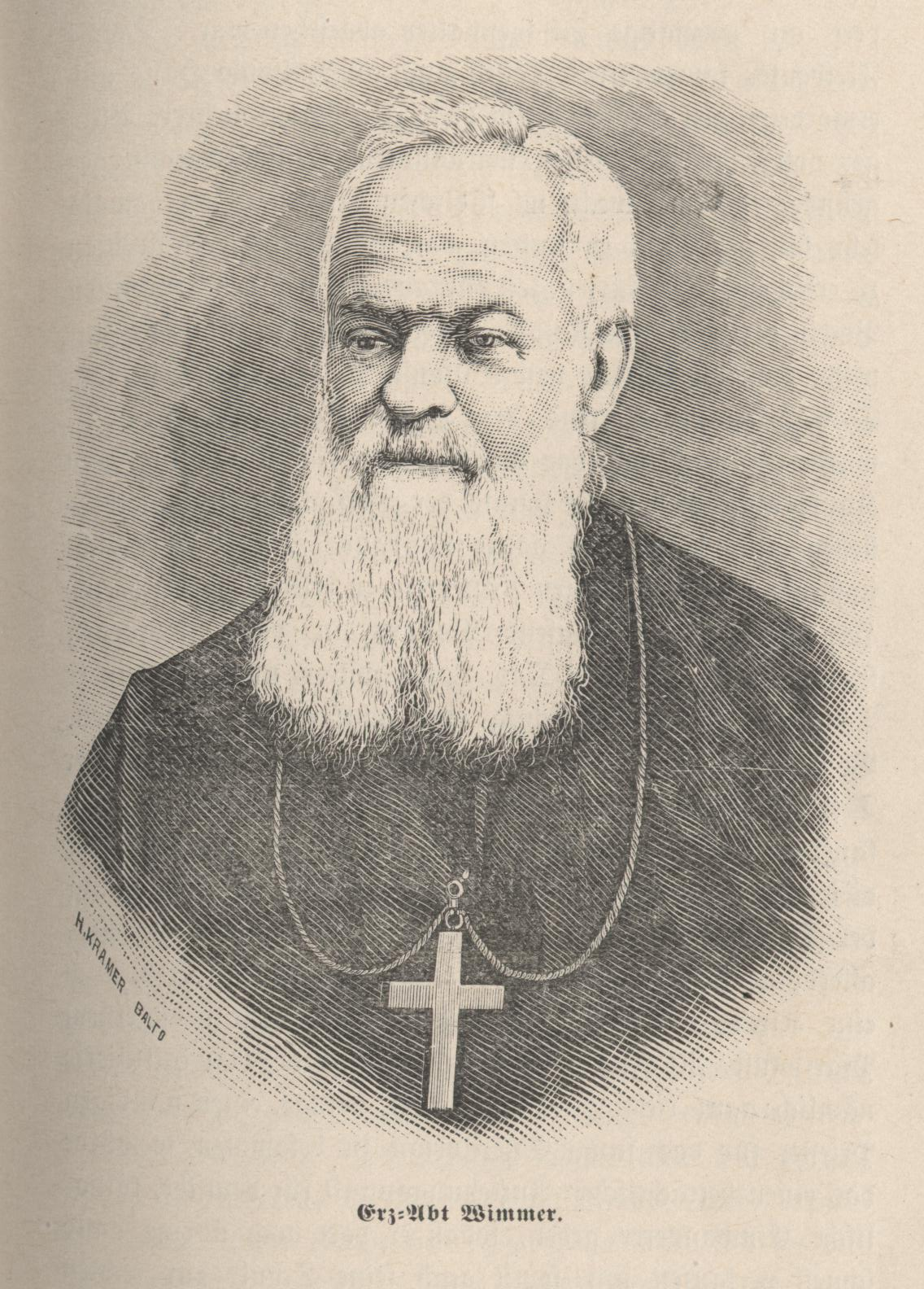
Bonifaz Wimmer

- Wolfgang von Regensburg (um 924–994) predigte seinerzeit unter der St. Wolfgangseiche, Neueglofsheim
- Erzabt Bonifaz Wimmer (1809–1887) gründete 1846 in Amerika das erste Benediktinerkloster
- Franz Joseph von Thurn und Taxis (1893–1971) wohnte auf Schloss Haus im Ortsteil Neueglofsheim
- Edith Kellnhauser (1933–2019), Pflegewissenschaftlerin, Hochschullehrerin und Publizistin, geboren in Wolkering
- Franz Hitzler (* 1946), deutscher Maler, Grafiker und Bildhauer
- Josef Kreiml (* 1958), katholischer Theologe und Rektor an der Philosophisch-Theologischen Hochschule St. Pölten